# Chlorochaeta rhodonia
Chlorochaeta rhodonia là một loài bướm đêm trong họ Geometridae.